# Yllenus tuvinicus
Yllenus tuvinicus är en spindelart som beskrevs av Logunov, Marusik 1999 [2000. Yllenus tuvinicus ingår i släktet Yllenus och familjen hoppspindlar. Inga underarter finns listade i Catalogue of Life.